# 阿纳斯塔西娅·马克西莫娃
阿纳斯塔西娅·伊万诺芙娜·马克西莫娃（俄语：Анастасия Ивановна Максимова，1991年6月27日—），俄罗斯艺术体操运动员，2016年夏季奥运会集体全能金牌得主、2020年夏季奥运会集体全能银牌得主。